# Saint-Léger-de-Rôtes
Saint-Léger-de-Rôtes is een gemeente in het Franse departement Eure (regio Normandië) en telt 426 inwoners (1999). De plaats maakt deel uit van het arrondissement Bernay.

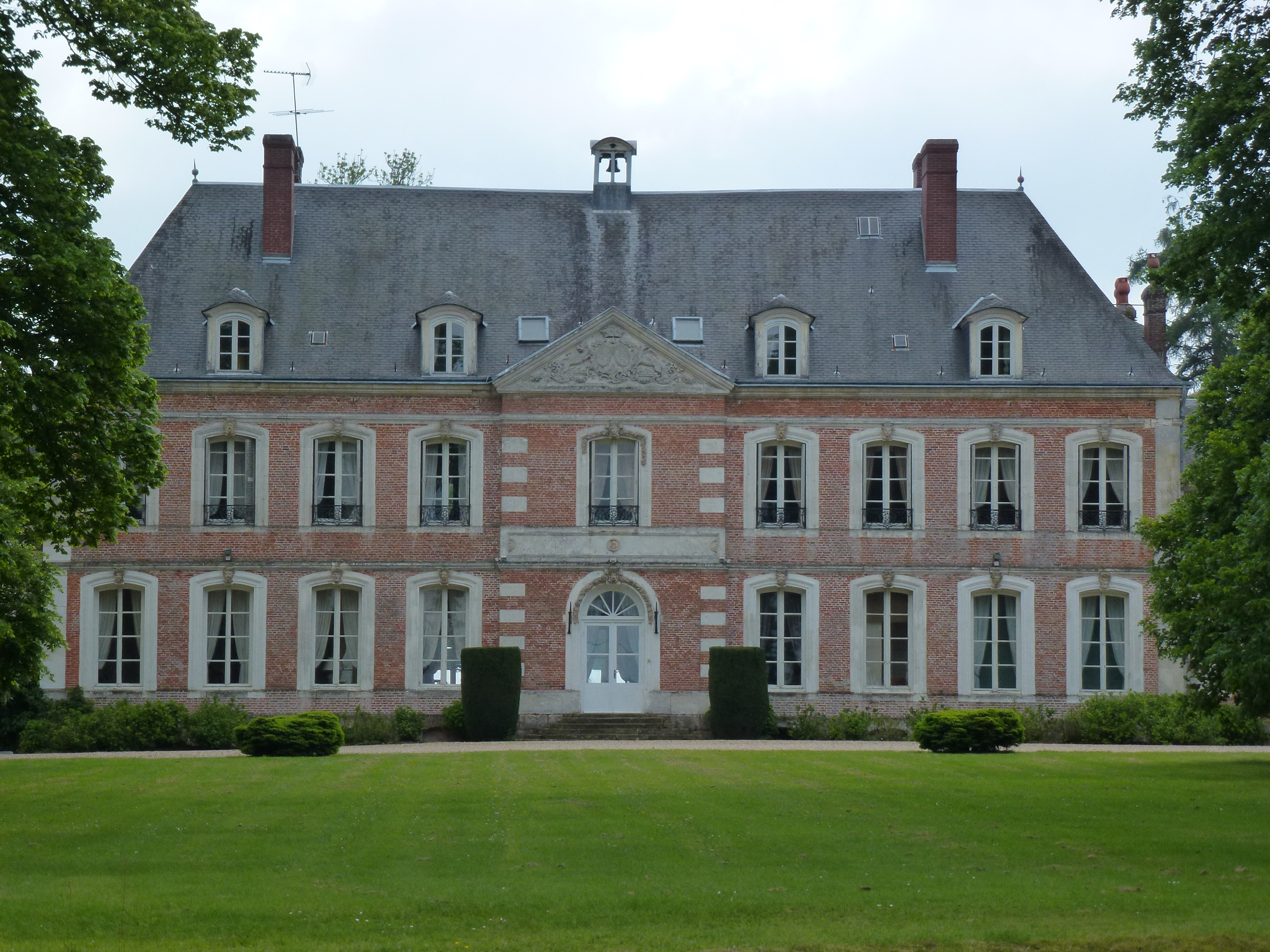
Kasteel van Saint-Léger-de-Rôtes
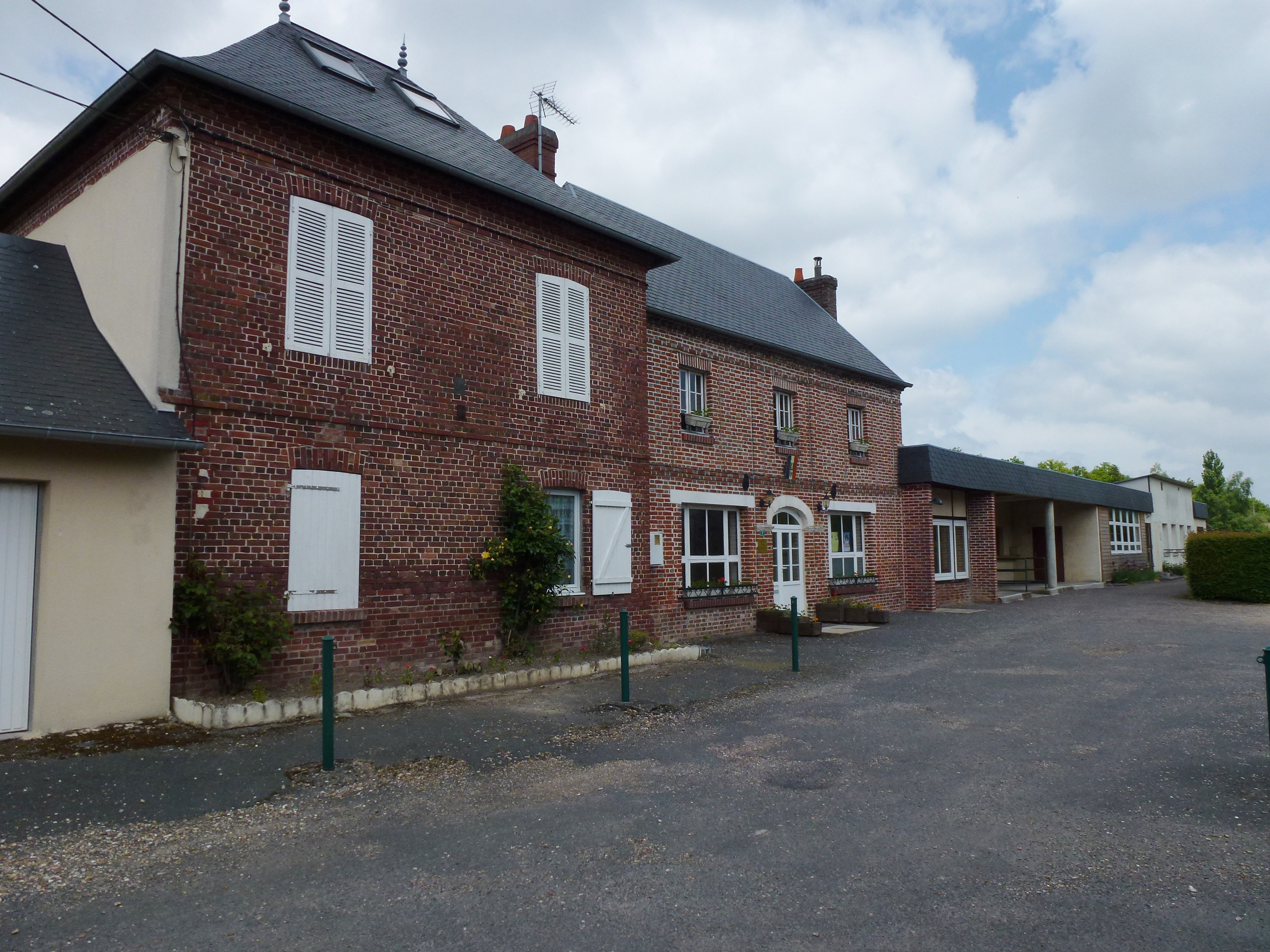
Gemeentehuis

## Geografie
De oppervlakte van Saint-Léger-de-Rôtes bedraagt 6,5 km², de bevolkingsdichtheid is 65,5 inwoners per km².
De onderstaande kaart toont de ligging van Saint-Léger-de-Rôtes met de belangrijkste infrastructuur en aangrenzende gemeenten.

## Demografie
Onderstaande figuur toont het verloop van het inwonertal (bron: INSEE-tellingen).